# Viševnik
Il Viševnik con 2.132 m s.l.m. è una montagna della Catena del Tricorno della Slovenia compresa nel parco nazionale del Tricorno.